# John Hill Burton
Pour les articles homonymes, voir Burton.
John Hill Burton (22 août 1809 - 10 août 1881) est un avocat, historien et économiste écossais. Auteur de Life and Correspondence de David Hume, il est secrétaire du Scottish Prison Board (1854-1777) et historiographe Royal (1867-1881).

## Biographie

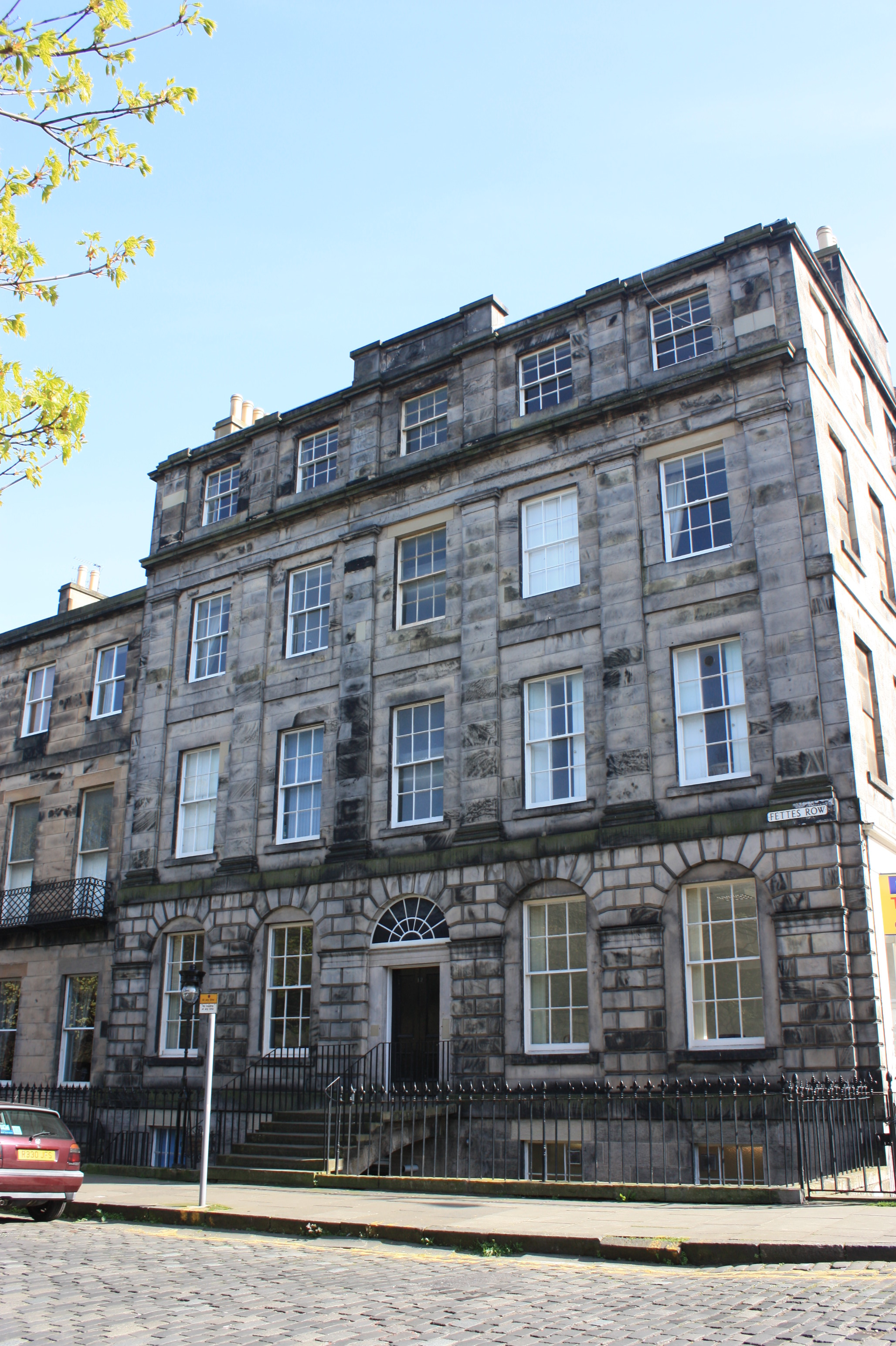
Maison de Burton au 12 Fettes Row, Édimbourg

Il est né à Aberdeen le 22 août 1809, fils de William Kinninmont Burton (décédé en 1819), lieutenant dans l'armée, et d'Elizabeth (décédée en 1848), fille de John Paton de Grandholm, Aberdeenshire  formé à Aberdeen Grammar School et Marischal College. Après avoir obtenu son diplôme, il déménage à Édimbourg et étudie le droit, étant admis à la Faculté des avocats en 1831. En 1832/3, l'adresse du «défenseur de JH Burton» est à 12 Fettes Row, dans la nouvelle ville d'Édimbourg . Cependant, il a peu de pratique et, en 1854, il est nommé secrétaire du Prison Board of Scotland et, en 1877, commissaire des prisons.
Il est au début de sa vie un contributeur au Blackwood's Magazine et à d'autres périodiques, et en 1846 publie une vie de David Hume, qui attire une attention considérable, et est suivi par des biographies de Lord Lovat et Lord President Forbes. Il commence sa carrière d'historien par la publication en 1853 de l'histoire de l'Écosse de la révolution à l'extinction de la dernière insurrection jacobite, à laquelle il ajoute (1867-1870) Histoire de l'Écosse de l'invasion d'Agricola à la révolution, en 7 volumes, complétant ainsi un récit continu. Par la suite, il publie une Histoire du règne de la reine Anne (1880) et d'autres ouvrages plus légers comme The Book-Hunter (1862) et The Scot Abroad (1864). Les œuvres historiques de Burton affichent beaucoup de recherche et un esprit de franchise et d'honnêteté, et ont des passages pittoresques et animés, mais le style est inégal. Néanmoins, il est l'un des premiers historiens à introduire les principes de la recherche historique dans l'étude et l'écriture de l'histoire de l'Écosse.
Il est décédé à son domicile, Morton House, au sud d'Edimbourg. Il est enterré dans le cimetière de Dalmeny avec sa petite fille Rose (1857–1858), au nord-est de l'église, la croix de pierre étant en partie masquée par un grand if sur son côté sud. Le monument à sa première épouse, Isabella et leurs enfants communs se trouve dans le cimetière Dean et il porte une belle tête de portrait de Burton en haut-relief sculpté par William Brodie.
En 1901, il est révélé publiquement qu'il a fourni tous les commentaires des 240 illustrations architecturales de Robert William Billings dans The Baronial and Ecclesiastical Antiquities of Scotland, un ouvrage publié en quatre volumes entre 1845 et 1852  qui contenait 240 illustrations, avec texte explicatif. L'œuvre a connu un grand succès et a été réimprimée plusieurs fois, en 1899, 1900, 1901, 1908, 1909, 2008, 2012, 2015, 2016 et 2017 ,.

## Famille
Le 23 juillet 1844, à Édimbourg, John Hill Burton épouse Isabella, fille de David Lauder, capitaine de la milice du Perthshire, et de son épouse Janet Patrick. Isabella est décédée en 1850, âgée de 40 ans. Leur fille, Matilda Lauder "Mattie" Burton (1848-1928) épouse le Dr William Lennox Cleland (1847-1918) le 21 juin 1877. Il est un chirurgien réputé en Australie-Méridionale et pendant de nombreuses années est le directeur du Parkside Lunatic Asylum d'Adélaïde et du colonial Surgeon (Australie-Méridionale).
Burton se remarie en 1855, avec Katherine, fille de Cosmo Innes, l'antiquaire. Elle est un auteur à part entière, qui a donné naissance l'année suivante à l'ingénieur William Kinnimond Burton. Ils ont neuf enfants au total. Un autre de leurs enfants, Mary Rose Hill Burton (en), est une artiste remarquable. Un autre fils, Cosmo Innes Burton (1862-1890) est un chimiste éphémère mais remarquable et membre de la Royal Society of Edinburgh .

## Sources
- The Dean Cemetery, Édimbourg édité par AS Cowper, et Euan S McIver, Édimbourg, 1992,  (ISBN 0-901061-54-9)
- David Masson, Edinburgh Sketches and Memories, Londres, Adam and Charles Black, 1892, 372–383 p. (lire en ligne), « John Hill Burton »
- Burton, le chasseur de livres. Une nouvelle édition, avec un mémoire de l'auteur (édition 1860/2; 1882)
- Garnett, Richard (1911). "Burton, John Hill"   . Dans Chisholm, Hugh (éd.). Encyclopædia Britannica . 4 (11e éd.). La presse de l'Universite de Cambridge. pp.   863–864.